# Robert Adair (acteur)
Pour les articles homonymes, voir Robert Adair et Adair.
Robert Adair, né le 3 janvier 1900 à San Francisco et mort le 10 août 1954 à Londres, est un acteur américain d'origine britannique.

## Filmographie partielle
- 1930 : Way for a Sailor de Sam Wood (non crédité)
- 1930 : La Fin du voyage
- 1934 : Student Tour de Charles Reisner
- 1934 : The Dover Road (en)
- 1935 : The Perfect Gentleman de Tim Whelan
- 1937 : The Ticket of Leave Man (en)
- 1937 : London by Night de Wilhelm Thiele
- 1938 : What a Man!
- 1939 : The Face at the Window (en)
- 1950 : Portrait of Clare (en)
- 1951 : There Is Another Sun (en)
- 1953 : There Was a Young Lady
- 1953 : Park Plaza 605 (en)
- 1954 : Eight O'Clock Walk